# The Fields of Athenry
The Fields of Athenry er en irsk folkevise. Den handler om hungersnøden i Irland 1845-1849, hvor den fiktive mand ved navn Michael fra Athenry nær County Galway bliver dømt til at blive deporteret til Botany Bay i Australien, fordi han har stjålet mad til sin sultende familie.
Sangen bliver brugt i flere forskellige sammenhænge af irske sportsfans.

## Historie
"The Fields of Athenry" blev skrevet i 1970'erne af Pete St. John. I 1996 blev det påstået, at en skillingsvise fra 1880'erne havde samme ordlyd, men folklorist og forsker John Moulden mener ikke, der er noget grundlag for denne påstand. Derudover har Pete St . John udtalt, at han selv har skrevet både tekst og musik.
Sangen blev første gang indspillet i 1979 af Danny Doyle og nåede top ti på Irish Singles Chart (den irske single hitliste). Allerede i 1982 blev der udsendt en coverversion af Barleycorn, som nåede #7 på samme hitliste.
Den mest succesfulde version blev udgivet af Paddy Reilly i 1983. Selvom den kun toppede som #4, forblev den på de irske hitlister i 72 uger og er dermed den sang, der har været næstlængst på Irish Singles Chart.
Yderligere to versioner har siden nået den irske top ti. Cox Crew opnåede en femteplads i 1999, mens Dance to Tipperary toppede på en sjetteplads med deres udgave af sangen i 2001.
Teksterne fortæller, at fangens forbrydelse er, at han "stjal Trevelyans korn", hvilket er en reference til Charles Edward Trevelyan, en højtstående britisk embedsmand i administrationen af Lordløjtnant af Irland på Dublin Castle. Trevelyan  tillod eksport af korn fra Irland på trods af hungersnøden.
Kunstnere, der har indspillet coverversioner af sangen, inkluderer bl.a. Daniel O'Donnell, Frank Patterson, Ronan Tynan, Brush Shiels, James Galway, The Dubliners, Charlie Haden med sin datter Petra Haden, No Use for a Name, Dropkick Murphys, The Durutti Column og The High Kings.